# Geomyersia
Geomyersia is een geslacht van hagedissen uit de familie skinken (Scincidae).

## Naamgeving
De wetenschappelijke naam van de groep werd voor het eerst voorgesteld doorAllen Eddy Greer en Frederick Stanley Parker in 1968. De wetenschappelijke geslachtsnaam Geomyersia is een eerbetoon aan de Amerikaanse vissenexpert George Sprague Myers (1905 – 1985).

## Verspreiding en habitat
Er zijn twee soorten die endemisch voorkomen op verschillende eilanden van Papoea-Nieuw-Guinea (Bismarck-archipel) en op de Salomonseilanden.
Door de internationale natuurbeschermingsorganisatie IUCN wordt de soort Geomyersia glabra als 'gevoelig' (Near Threatened of NT) beschouwd en de soort Geomyersia coggeri als 'veilig' (Least Concern of LC).

## Soorten
Het geslacht omvat de volgende soorten, met de auteur en het verspreidingsgebied.
| Naam               | Auteur               | Verspreidingsgebied                                             |
| ------------------ | -------------------- | --------------------------------------------------------------- |
| Geomyersia coggeri | Greer, 1982          | Papoea-Nieuw-Guinea (Bismarck-archipel (Admiraliteitseilanden)) |
| Geomyersia glabra  | Greer & Parker, 1968 | Salomonseilanden                                                |